# Ernest Newton

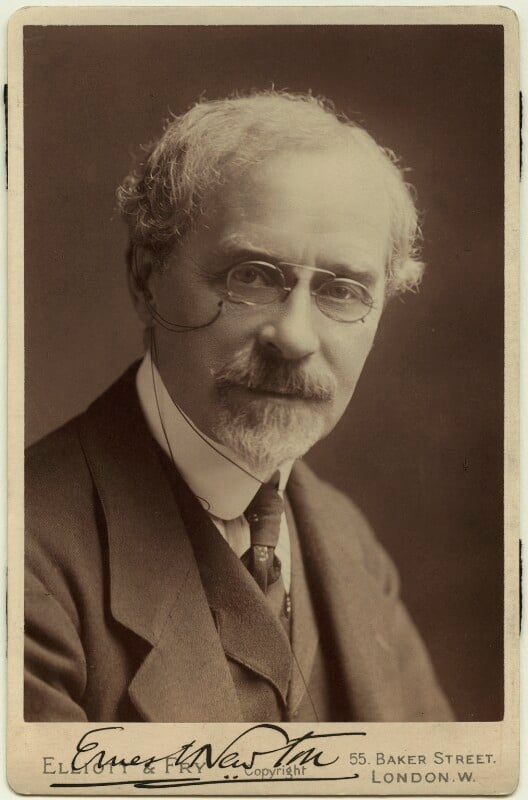
Ernest Newton, Foto von Elliott & Fry, ca. 1919. National Portrait Gallery (NPG), London

Ernest Newton (* 12. September 1856 in London; † 25. Januar 1922 ebenda) war ein britischer Architekt und einer der führenden Vertreter der Arts-and-Crafts-Bewegung.

## Leben
Ernest Newton wurde am 12. September 1856 in London geboren. Er war der Sohn eines Gutsverwalters in Bickley, Kent. Nach seiner Ausbildung an der Uppingham School begann er im Jahr 1873 eine Lehre beim renommierten Architekten Richard Norman Shaw, in dessen Büro er bis 1879 tätig war. 1880 machte er sich in London selbstständig. 1881 heiratete er Antoinette Johanna Hoyack aus Rotterdam. Das Paar hatte drei Söhne. Ab 1883 lebte Newton wieder in Bickley, wo er 1884 sein eigenes Haus in der Bird in Hand Lane errichtete. In den folgenden zwei Jahrzehnten entwarf er zahlreiche individuelle Wohnhäuser in Bickley und Chislehurst.
Ernest Newton spezialisierte sich auf den Entwurf von Einfamilienhäusern, insbesondere in den Vororten von London. Seine Bauten zeichnen sich durch handwerkliche Qualität, funktionale Gestaltung und eine harmonische Einbindung in die Umgebung aus. Er war Gründungsmitglied der 1884 gegründeten Art Workers’ Guild und ein bedeutender Vertreter der Arts-and-Crafts-Bewegung. In den 1890er Jahren arbeitete er als beratender Architekt für William Willett. Von 1914 bis 1917 war er Präsident des Royal Institute of British Architects (RIBA). 1918 wurde ihm die Royal Gold Medal for Architecture verliehen, 1919 wurde er zum Royal Academician gewählt und 1920 erhielt er den Titel Commander of the Order of the British Empire (CBE). Sein letztes Werk war ein Kriegsdenkmal für seine ehemalige Schule in Uppingham.

## Werke (Auswahl)

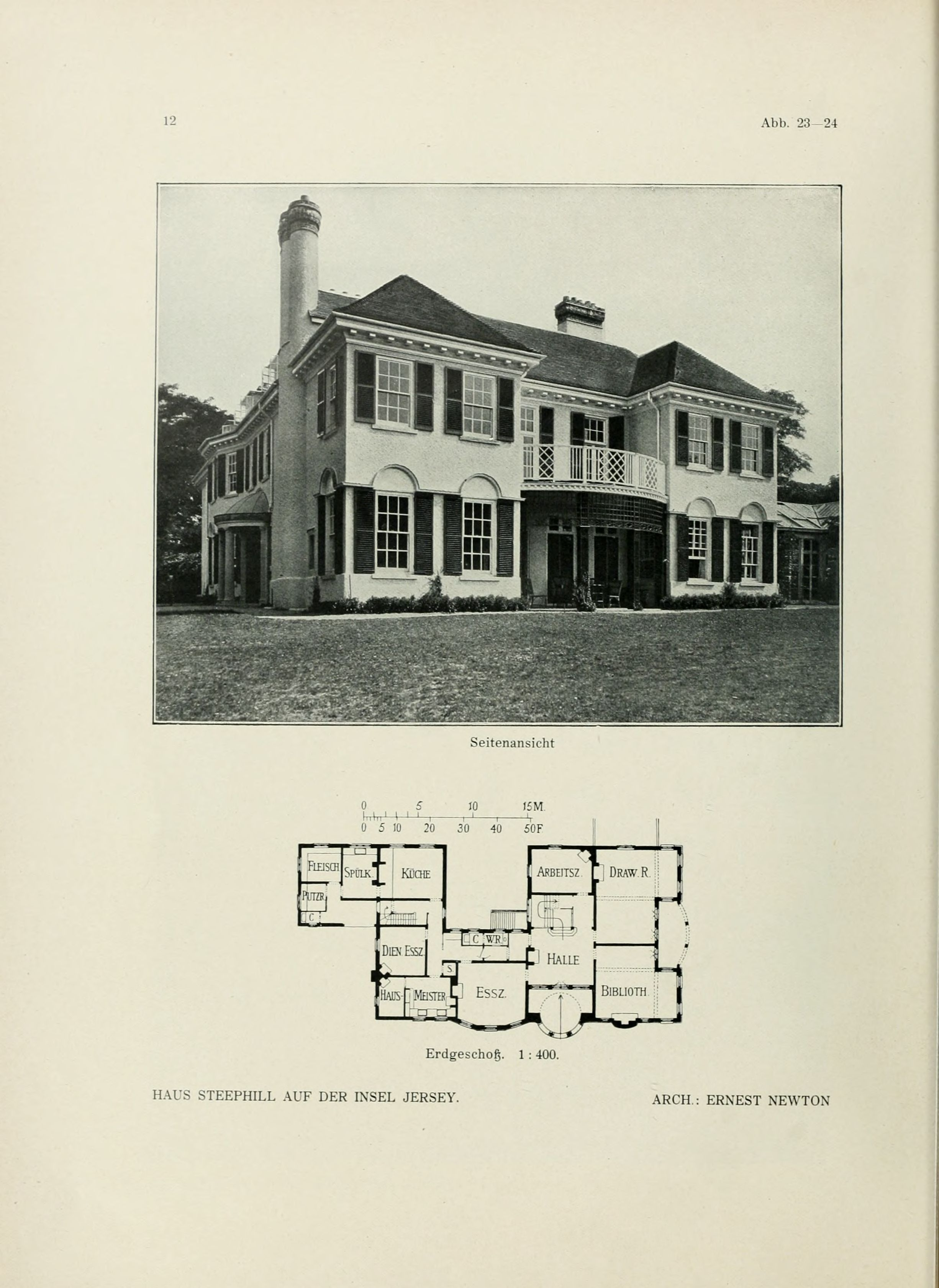
Moderne Villen und Landhäuser von Richard Klapheck (1883–1939), Berlin 1913

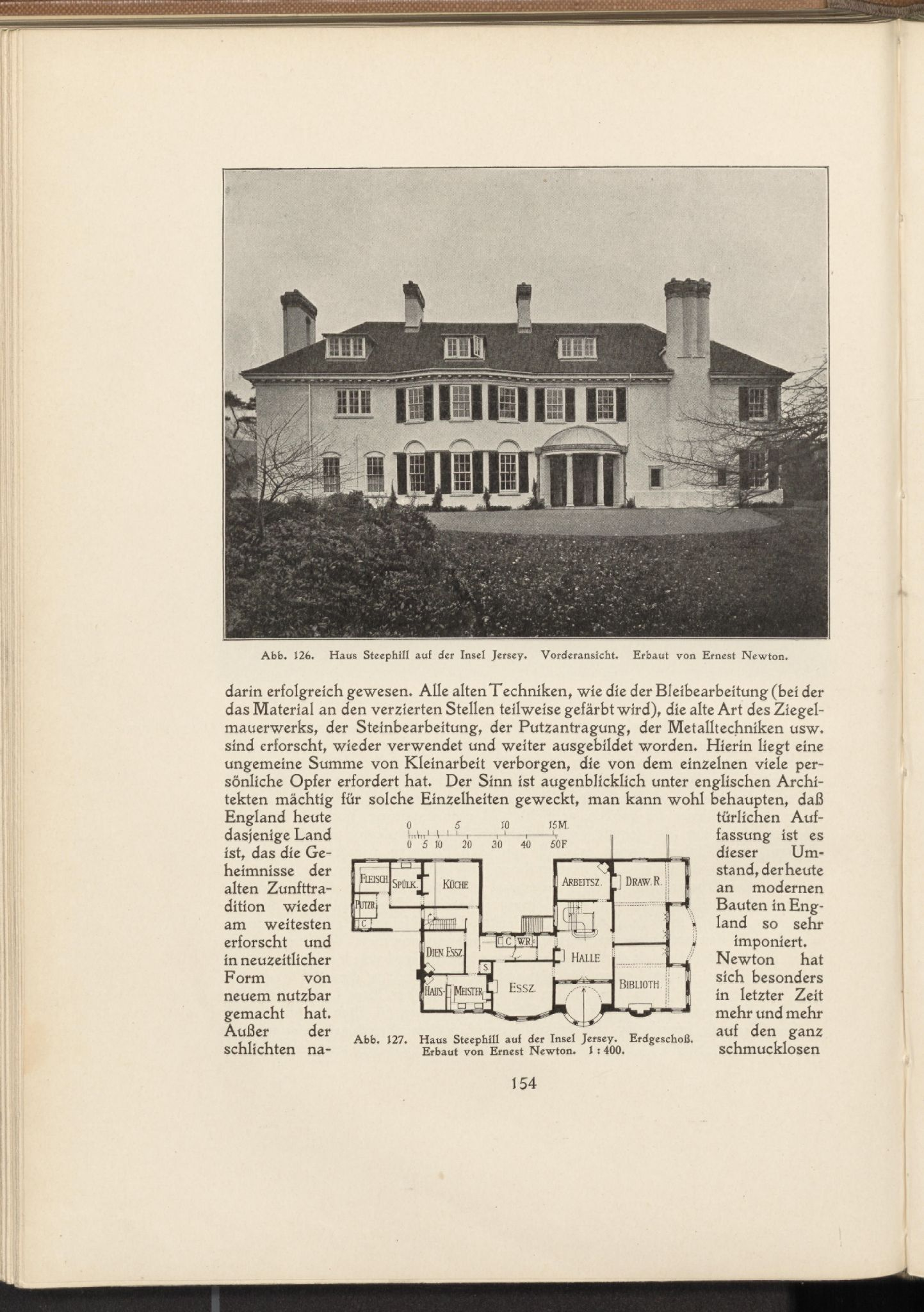
Hermann Muthesius, Das englische Haus, Bd. 1, 2.A. 1908, Abb. 126. Haus Steephill auf der Insel Jersey, Vorderansicht. Erbaut von Ernest Newton.

The Firs, Bickley Park Road, Bromley (1882): Sitka, South Wood Hill, Chislehurst (1883); St John's Parish Halls, Freelands Grove, Bromley (1883); Lyndhurst, 8 Bird in Hand Lane, Bickley (1884); Ställe und Cottage in Bullers Wood, Chislehurst (1884); Redcourt, 5 Hawthorne Road, Bickley (1885); Beechcroft, 19 Bickley Road, Bickley (1885); Umbauten an Sunnydale, Bickley Park Road, Bickley Park Road, Bromley (1886); Umbauten an Nutwood, Bickley Park Road, Bromley (1886); Gemeindesaal der St. George’s Church, Bickley Park Road, Bromley (1887); Missionskirche, Widmore, Bromley (1888); Arbeiten in Willow Grove, Chislehurst (1888); Umbauten an Swallowfield, Southlands Grove, Bickley (1888); Ashton, Mead Road, Chislehurst (1888); Umbauten an Lingdale, Oldfield Road, Bickley (1888); Prestbury Vicarage, Prestbury, Cheshire (1888); Umbau von Bullers Wood, Logs Hill, Chislehurst (1889); Elm Bank, Camden Park Road, Chislehurst (1889); St. Swithun's Church, Hither Green, Kent (ca. 1890–95); Westwood und andere Häuser, Bird in Hand Lane, Bickley, Kent (1891); St Luke's Institute, Raglan Road, Bromley Common (1891); 238 Southlands Road, Bickley (1891); Ställe in Beechcroft, 17 Bickley Road, Bickley (1891); Ställe und Kuhställe, Bickley Hall, Bickley Park Road, Bickley (1892); Umbauten am Pfarrhaus Bickley, Bickley Park Road. Bickey (1893); Umbauten am Amesbury House, Page Heath Lane, Bickley (1893); Billardzimmer in Camden Wood, Chislehurst (1893); Pfarrhaus in der Nähe der St. Peter's Church, Prestbury, Cheshire (1893); mehrere Häuser auf dem Camden Place Estate in der Nähe des Common, Chislehurst, Kent (1893–1910); Umbauten an Oakdell, 5 Pageheath Lane, Bickley (1894); Redcourt, Scotland Lane, in der Nähe von Haslemere, Surrey (1894–95); The School House, Longshoot Road, Lower Withington, Cheshire (1896); Glebelands, Glebeland Road, nahe der Rectory Road, Wokingham, Berkshire (1897); 67–79 Bebington Road, Port Sunlight, Cheshire (1897); Vicarage, Shrigley Road, Bollington, Cheshire (1898); Cottage, Hazeley Heath, in der Nähe von Hartley Wintney, Hampshire, für sich selbst (1898); Gebäudereihe 181–183 High Street, Market Square, Bromley, Kent, bestehend aus Martins Bank, Royal Bell Hotel und einem Geschäft (1898); Umbauten an Farrants, Bickley Park Road (1898); Umbauten an Calderwood, St Pauls Cray Road, Chislehurst (1898); St John the Baptist Vicarage, Shrigley Road, Bollington, Cheshire (1898); Molescroft, Widmore, Bromley (1899); Haus in Sutton Coldfield (1899); Haus in Burley-in-Wharfdale (1899); Ein Haus in Cambridge (1899); Haus in Burley, Yorkshire (1899); Steephill, in der Nähe von St Helier, Jersey (1899–1904); Fremington House, Fremington, Devon (ca. 1901); Fouracre, in der Nähe von Hartley Wintney, Hampshire (1901); Umbauten an der Martins Bank, Summer Hill, Chislehurst (1901); Umbauten an Elmhurst, Bickley Park Road, Bickley (1901); 21 und 23 Page Heath Lane, Bickley (1902); Umbauten an Bickley Hall, Chislehurst Rd, Bickley (1902); Newbies, in der Nähe von Baughurst, Hampshire (1902); Little Orchard, Page Heath Lane, Bickley, Kent (1902); Alliance Assurance Building, 88 St. James's Street, London, mit Norman Shaw (1903); Umbauten am Bromley Palace, Widmore Road, Bromley (1903); 36 Chislehurst Road, Bickley Park Estate (1904); 38 Chislehurst Road, Bickley Park Estate (1904); 23 Garden Road, Sundridge Park, Bromley (1904); Turmspitze, St. Georges Church, Bickley Park Road, Bickley (1904); Gebäude der St. Mary's Church, Farwig Lane, Bromley (1904); Umbauten an Hawthorne, Hawthorne Road, Bickley (1905); Haus in Tricombe, Somerset (1905); Turmspitze der St. George’s Church, Bickley, Kent (1905); Bickley Court, Chislehurst Road, Bickley, Kent (ca. 1905); Ardenrun Place, Crowhurst, Surrey (1906); Kloster und Schule St. Juliana, Begbroke, Oxfordshire (1906); Wiederaufbau des Upton Grey House, in der Nähe von Upton Grey, Hampshire (1907); Luckley, in der Nähe des Lucas Hospital, Wokingham, Berkshire (1907); Dawn House, Romsey Road, Winchester, Hampshire (1908); Scotsman's Field, Burway Hill, Church Stretton, Shropshire (1908); Feathercombe, in der Nähe von Hydestyle, Hambledon, Surrey (1910); Umbauten an Avonhurst, 76 Camden Park Road, Chislehurst (1910); Oldcastle, in der Nähe von Dallington, Sussex (1910–12); Four Acres, Harefield, Middlesex (1911); Schwimmbad der Amesbury School, Page Heath Lane, Bickley (1911); Lukyns, in der Nähe von Ewhurst, Surrey (1911); St. Gregory and St. Augustine Roman Catholic Church, 322 Woodstock Road, Oxford (1911); Kettleshulme Vicarage (Glebe House), Macclesfield Road, Kettleshulme, Kettleshulme, Cheshire (1911–12); Häuser, East Avenue, Whiteley Village, in der Nähe von Westcitt, Dorking, Surrey (1912); Flint House, in der Nähe von Goring-on-Thames, Oxfordshire (1913); Umbauten am Bromley Palace, Widmore Road, Bromley (1920); und zusammen mit seinem Sohn William Godfrey Newton (1885–1949) Gedenkhalle und -schrein an der Uppingham School, Rutland (1921).